# Лазіосферіс
Лазіосферіс (Lasiosphaeris) — рід грибів родини Lasiosphaeriaceae. Назва вперше опублікована 1909 року.

## Поширення та середовище існування
В Україні зростає лазіосферіс жорстковолосистий (Lasiosphaeris hirsuta).